# Cosme II de Constantinoble
Cosme II Àtic (grec: Κοσμᾶς Β´ ὁ Ἀττικός), (? – després del 1147) va ser Patriarca de Constantinoble des de l'abril del 1146 fins al febrer del 1147.
Va néixer a Egina (Grècia) i va ser diaca de Santa Sofia abans d'ascendir al patriarcat amb l'abdicació de Miquel Curcues. Era molt respectat per la seva saviesa i el seu caràcter pietós. Cosme va ocupar breument el càrrec durant el regnat de l'emperador romà d'Orient Manuel I Comnè.